# Hoàng Văn Bổn
Hoàng Văn Bổn tên thật là Huỳnh Văn Bản (7/5/1930 - 12/5/2006) sinh tại ấp Long Chiến, xã Bình Long, Quận Tân Uyên, Tỉnh Biên Hòa nay là huyện Vĩnh Cửu, tỉnh Đồng Nai, là một nhà văn Việt Nam.
Tham gia kháng chiến tháng 8 năm 1945. Là hội viên sáng lập Hội Nhà văn Việt Nam. Nguyên là Chủ tịch Hội Văn học Nghệ thuật tỉnh Đồng Nai. Nguyên Giám đốc Nhà xuất bản Đồng Nai. Hoàng Văn Bổn là nhà văn tiêu biểu của hai cuộc kháng chiến chống Pháp, chống Mỹ; là nhà văn lớn của đất Đồng Nai - Nam bộ. Được tặng giải thưởng nhà nước về văn học năm 2007. Tên ông được đặt cho một con đường tại phường Tân Biên, Tp.Biên Hòa.

## Tác phẩm
- Vỡ đất (giải thưởng Cửu Long 1952)
- Bông hường bông cúc (tiểu thuyết, 1957)
- Có những lớp người (tiểu thuyết, 1958)
- Mùa mưa (tiểu thuyết, 1960)
- Trên mảnh đất này (tiểu thuyết, 1962)
- Tướng Lâm Kỳ Đạt (truyện thiếu nhi, 1962)
- Hàm Rồng (ký sự,1968)
- Sóng Hòn Mê (ký sự, 1971)
- Nhớ rừng xưa (tiểu thuyết, 1977)
- Lũ chúng tôi (tiểu thuyết, 1981)
- Bầu trời mặt đất (tiểu thuyết, 1981)
- Nhớ phố phường (tiểu thuyết, 1981)
- Sóng bạc đầu (tiểu thuyết, 1982)
- Đội quân Hoa và Cỏ (truyện, 1982)
- Bên kia sông (truyện, 1982)
- Miền đất ven sông (tiểu thuyết, 3 tập, 1984)
- Tuổi thơ trong làng (truyện, 1985)
- Theo dấu người xưa (truyện dài, 1986)
- Tình đời đen bạc (tiểu thuyết, 1988)
- Trước vành móng ngựa (tiểu thuyết, 1990)
- Khắc nghiệt (tiểu thuyết, 4 tập, 1990)
- Người điên kể chuyện người điên (truyện ngắn, 1992)
- Vũ trụ (ký sự, 1992);
- Gặp lại một dòng sông (truyện, 1993)
- Tuổi thơ ngọt ngào (tiểu thuyết, 1994)
- Về quê nội (truyện dài, 1994)
- Ó ma lai (tiểu thuyết, 1995)
- Nước mắt giã biệt (tiểu thuyết, 4 tập, 1994)
- Một thoáng cô đơn (truyện dài, 1994)
- Tuyển tập Hoàng Văn Bổn (3 tập, 1996)
- Con nai vàng (truyện ngắn, 1996)
- Quê nội xa xôi (truyện dài, 1996)
- Nước mắt giã biệt (tiểu thuyết, 4 tập, 1994)
- Tuổi thơ ngọt ngào (tiểu thuyết, 1994)